# Fußballauswahl von Wallis und Futuna
Die Fußballauswahl von Wallis und Futuna ist die „Fußballnationalmannschaft“ des französischen Übersee-Territoriums Wallis und Futuna, das im Pazifischen Ozean liegt. Sie ist weder Mitglied in der OFC noch in der FIFA und daher auch bei Qualifikationen zu Weltmeisterschaften und OFC-Meisterschaften nicht startberechtigt.
Wallis und Futuna bestritt bisher nur Länderspiele gegen andere Gegner aus Ozeanien und nur Auswärtsspiele oder Spiele auf neutralem Platz, seit 1995 allerdings keine mehr. Außerdem ist die Nationalauswahl an der Coupe de l’Outre-Mer, dem seit 2008 ausgetragenen Wettbewerb für Auswahlmannschaften aus Frankreichs überseeischen Gebieten, teilnahmeberechtigt. Von diesem Privileg hat die Elf bisher aber noch keinen Gebrauch gemacht.

## Südpazifikspiele / Pazifikspiele
- 1963 – nicht teilgenommen
- 1966 – 1. Runde
- 1969 – nicht teilgenommen
- 1971 – nicht teilgenommen
- 1975 – nicht teilgenommen
- 1979 – Viertelfinale
- 1983 – Viertelfinale
- 1987 – 5. Platz
- 1991 – 1. Runde
- 1995 – 1. Runde
- 2003 – nicht teilgenommen
- 2007 – nicht teilgenommen
- 2011 – nicht teilgenommen
- 2015 – nicht teilgenommen
- 2019 – nicht teilgenommen

## Coupe de l'Outre-Mer
- 2008: nicht teilgenommen
- 2010: nicht teilgenommen
- 2012: nicht teilgenommen